# Liste der Mitglieder der American Academy of Arts and Sciences/1994
Im Jahr 1994 wählte die American Academy of Arts and Sciences 210 Personen zu ihren Mitgliedern.

## Neugewählte Mitglieder
- Hans Aarsleff (* 1925)
- Jan D. Achenbach (1935–2020)
- John F. Ahearne (1934–2019)
- Frances E. Allen (1932–2020)
- Robert Eugene Allen (* 1935)
- Frederick Alt (* 1949)
- Benedict Anderson (1936–2015)
- Anthony Atkinson (1944–2017)
- John Avise (* 1948)
- Jack Baldwin (1938–2020)
- E. Digby Baltzell (1915–1996)
- Leonard Barkan (* 1944)
- Lucius Barker (1928–2020)
- Paul A. Bartlett (* 1948)
- James Batten (1936–1995)
- Marlene Belfort (* 1945)
- Gordon Bell (1934–2024)
- Thomas Bender (* 1944)
- Kurt Benirschke (1924–2018)
- Albert F. Bennett (* 1944)
- Margaret Bent (* 1940)
- Luciano Berio (1925–2003)
- Malcolm Bilson (* 1935)
- Norberto Bobbio (1909–2004)
- Norman Bradburn (* 1933)
- Haïm Brezis (1944–2024)
- Lea Brilmayer (* 1950)
- Robert A. Brown (* 1951)
- Theodore L. Brown (* 1928)
- Colin G. Campbell (* 1935)
- Marvin H. Caruthers (* 1940)
- Jean-Pierre Changeux (* 1936)
- Brevard Childs (1923–2007)
- Thomas W. Cline (* 1946)
- Edgar F. Codd (1923–2003)
- Marjorie Cohn (* 1939)
- Ronald Coifman (* 1941)
- James P. Comer (* 1934)
- Bill Cosby (* 1937)
- Joseph T. Coyle (* 1943)
- Robert Dallek (* 1934)
- Mirjan R. Damaška (* 1931)
- Drew S. Days (1941–2020)
- Donald J. DePaolo (* 1951)
- Mary Maples Dunn (1931–2017)
- Robert C. Dynes (1942–2025)
- Diana Eck (* 1945)
- Douglas C. Engelbart (1925–2013)
- Claire Fagin (* 1926)
- Robert Fagles (1933–2008)
- Drew Gilpin Faust (* 1947)
- Steven Feld (* 1949)
- Gary J. Feldman (* 1942)
- Harvey V. Fineberg (* 1945)
- Marye Anne Fox (1947–2021)
- Jack H. Freed (* 1938)
- James Ingo Freed (1930–2005)
- Elaine Fuchs (* 1950)
- Frank Furstenberg (* 1940)
- Ellen V. Futter (* 1949)
- Langdon Gilkey (1919–2004)
- Philip Glass (* 1937)
- David V. Goeddel (* 1951)
- Gene H. Golub (1932–2007)
- Eville Gorham (1925–2020)
- Clive W. J. Granger (1934–2009)
- Nancy Graves (1939–1995)
- Jerry R. Green (* 1946)
- Linda Greenhouse (* 1947)
- Mirko D. Grmek (1924–2000)
- Andrew Grove (1936–2016)
- Robert Grubbs (1942–2021)
- Zach W. Hall (* 1937)
- Ulf Hannerz (* 1942)
- Carl E. Heiles (* 1939)
- Julius Held (1905–2002)
- Eric Heller (* 1946)
- June Helm (1924–2004)
- David F. Hendry (* 1944)
- Eileen Mavis Hetherington (* 1926)
- Thomas S. Hines (* 1936)
- Frederic L. Holmes (1932–2003)
- Philip Holmes (* 1945)
- H. Robert Horvitz (* 1947)
- Susan Band Horwitz (* 1937)
- Richard O. Hynes (* 1944)
- Richard Carl Jeffrey (1926–2002)
- Robert A. Kagan (* 1938)
- Robert E. Kahn (* 1938)
- Thomas Kailath (* 1935)
- Arthur Karlin (* 1936)
- Alan Kay (* 1940)
- Nikki Keddie (* 1930)
- William N. Kelley (* 1939)
- David Woods Kemper (* 1950)
- Walid Khalidi (* 1925)
- Kim Sung-Hou (* 1937)
- Kenneth Koch (1925–2002)
- Rosalind Krauss (* 1941)
- Keith Krehbiel (* 1955)
- Norman Kroll (1922–2004)
- Anthony Townsend Kronman (* 1945)
- Shrinivas Kulkarni (* 1956)
- Madeleine M. Kunin (* 1933)
- Motoy Kuno (1928–2009)
- Arthur Landy (* 1939)
- Otto Ludwig Lange (1927–2017)
- Robert Langer (* 1948)
- Ricardo Legorreta (1931–2011)
- Laurence Lesser (* 1938)
- Wendy Lesser (* 1952)
- Hans Leussink (1912–2008)
- James Levine (1943–2021)
- Elliott Lieb (* 1932)
- Sharon R. Long (* 1951)
- Stewart Macaulay (* 1931)
- Jeff MacNelly (1947–2000)
- Jane Mansbridge (* 1939)
- Charles F. Manski (* 1948)
- Hazel Rose Markus (* 1949)
- Eric S. Maskin (* 1950)
- Cormac McCarthy (1933–2023)
- William H. McClain (* 1942)
- David McCullough (1933–2022)
- Bruce McEwen (1938–2020)
- Jerome McGann (* 1937)
- Richard A. Meserve (* 1944)
- Thomas J. Meyer (* 1941)
- Yves Meyer (* 1939)
- Joseph S. Miller (* 1941)
- Mary Miller (* 1952)
- Alexander Nehamas (* 1946)
- James Rufus Norris (* 1941)
- Stephen J. O’Brien (* 1944)
- Nathan Oliveira (1928–2010)
- Stephen Orgel (* 1933)
- June E. Osborn (* 1937)
- John Ostrom (1928–2005)
- Charles S. Peskin (* 1946)
- Emilio Picasso (1927–2014)
- Vivian Pinn (* 1941)
- Karl S. Pister (1925–2022)
- Sylvia Poggioli (* 1946)
- Daniel Poirion (1927–1996)
- David E. Pritchard (* 1941)
- Richard E. Quandt (* 1930)
- Paško Rakić (* 1933)
- Arnold Rampersad (* 1941)
- Elio Raviola (* 1932)
- John Reppy (* 1931)
- Joanne S. Richards (* 1945)
- Paul G. Risser (1939–2014)
- Paul A. Robinson (* 1940)
- Kevin Roche (1922–2019)
- Ronald Rogowski (* 1944)
- A. Kimball Romney (1925–2023)
- Carol M. Rose (* 1940)
- Richard Rose (* 1933)
- James Rothman (* 1950)
- Michael Rothschild (* 1942)
- John Shipley Rowlinson (1926–2018)
- Ariel Rubinstein (* 1951)
- Angelica Rudenstine (* 1937)
- Richard B. Salomon (1912–1994)
- Willibald Sauerländer (1924–2018)
- Arlene Saxonhouse (* 1944)
- Wolfgang Schmidt (* 1933)
- David Schramm (1945–1997)
- Ralph Shapey (1921–2002)
- Robert J. Shiller (* 1946)
- David Siegmund (* 1941)
- Leon Simon (* 1945)
- Beryl B. Simpson (* 1942)
- Anna Marie Skalka (* 1938)
- Theda Skocpol (* 1947)
- Brian Skyrms (* 1938)
- Larry Smarr (* 1948)
- Jane Smiley (* 1949)
- Edward E. Smith (1940–2012)
- Robert M. Solovay (* 1938)
- Davor Solter (* 1941)
- Patricia Meyer Spacks (* 1929)
- S. Frederick Starr (* 1940)
- Robert Stone (1937–2015)
- Louis Wade Sullivan (* 1933)
- Walter Sullivan (1918–1996)
- Leonard Susskind (* 1939)
- Ivan Sutherland (* 1938)
- Cynthia Taft Morris (1928–2013)
- Dennis F. Thompson (* 1940)
- Glauco Tocchini-Valentini (* 1937)
- Alain Touraine (1925–2023)
- Robert M. Townsend (* 1948)
- Leo Treitler (* 1931)
- Donald L. Turcotte (1932–2025)
- Anne Tyler (* 1941)
- William Van Alstyne (1934–2019)
- Nikolai Woronzow (1934–2000)
- David Walker (* 1946)
- Eric Wanner (* 1942)
- John L. Weinberg (1925–2006)
- Jack Welch (1935–2020)
- G. Edward White (* 1941)
- Andrew Wiles (* 1953)
- David Glyndwr Tudor Williams (1930–2009)
- Lewis T. Williams (* 1949)
- James David Wolfensohn (1933–2020)
- Lodewijk Woltjer (1930–2019)
- Charles E. Young (* 1931)
- Mayer Zald (1931–2012)